# Маний Ацилий Глабрион (консул 191 пр.н.е.)
Вижте пояснителната страница за други личности с името Маний Ацилий Глабрион.
Маний Ацилий Глабрион (на латински: Manius Acilius Glabrio) e римски политик от края на 3 и началото на 2 век пр.н.е. Той е от gens Ацилии и пръв като плебейски homo novus от фамилията си става консул.
Глабрион е народен трибун през 201 пр.н.е. и подсигурява командир Сципион в Африка. През 200 пр.н.е. той става децемвир сакрорум, 197 пр.н.е. едил. Като претор той потушава през 196 пр.н.е. един робски бунт в Етрурия.
През 191 пр.н.е. той става консул заедно с Публий Корнелий Сципион Назика и участва в поход против селевкидския Антиох III, побеждава го във втората битка (191 пр.н.е.) при Термопилите. Бие се с етолиите и обсажда Амфиса в Гърция. След триумфалното си шествие през 190 пр.н.е., той оттегля през 189 пр.н.е. кандидатурата си за цензор, понеже негов противник му прави процес.
С неговия закон lex Acilia de intercalando Глабрион урежда високосните години за жреците.
Неговият син със същото име е също римски политик (суфектконсул 154 пр.н.е.). Като duumvir през 181 пр.н.е. той освещава храма на Pietas в Рим, в който баща му се молил (vota) за битката при Термопилите 191 пр.н.е. и поставя вътре златна статуя на баща си.